# Xylita laevigata
Xylita laevigata is een keversoort uit de familie zwamspartelkevers (Melandryidae). De wetenschappelijke naam van de soort werd in 1786 gepubliceerd door Hellenius.